# Datasoft
Datasoft, Inc. war ein US-amerikanischer Entwickler und Publisher von Computerspielen. Die Firma veröffentlichte bis 1983 vor allem Arcade-Portierungen und danach etwa 20 weitere Spiele für verschiedenste Heimcomputer. Maßgeblich zum Erfolg von Datasoft trugen Adaptionen bekannter Filme und TV-Sendungen wie etwa Bruce Lee und The Dallas Quest bei. Aber auch die von Datasoft vertriebene ambitionierte Rollenspielserie Alternate Reality von Philip Price erfreute sich großer Beliebtheit. In Europa wurden die Spiele von U.S. Gold vermarktet.

## Geschichte
Datasoft wurde am 12. Juni 1980 von Pat Ketchum im kalifornischen Chatsworth gegründet. 1984 kaufte der Rasierzubehör-Hersteller Gillette einen 40-prozentigen Anteil an der Firma.
1987 musste Datasoft Insolvenz anmelden. Zwei Manager, Samuel L. Poole und Ted Hoffman, kauften die Namensrechte und die Rechte an den bis dato veröffentlichten Spielen auf und vermarkteten sie unter dem Label „IntelliCreations“ weiter. Im August 1988 übernahm Software Toolworks die Firma und leitete kurz darauf deren Abwicklung ein.

## Spiele (Auszug)
| Jahr | Titel                          | Entwickler            | Genre            |
| ---- | ------------------------------ | --------------------- | ---------------- |
| 1982 | The Sands of Egypt             | James Garon           | Textadventure    |
| 1983 | Bruce Lee                      | Ron Fortier           | Jump ’n’ Run     |
| 1983 | Pooyan                         | Konami                | Shoot ’em up     |
| 1983 | Zaxxon                         | Sega                  | Shoot ’em up     |
| 1984 | The Dallas Quest               | James Garon           | Textadventure    |
| 1985 | Alternate Reality: The City    | Philip Price          | Rollenspiel      |
| 1985 | Zorro                          | James Garon           | Action-Adventure |
| 1987 | Alternate Reality: The Dungeon | Ken Jordan, Dan Pinal | Rollenspiel      |
| 1988 | Lancelot                       | Level 9               | Textadventure    |